# Bái Thành
Bái Thành (chữ Hán giản thể: 拜城县) là một huyện thuộc địa khu Aksu, Tân Cương, Cộng hòa Nhân dân Trung Hoa. Huyện này có diện tích 15.889 ki-lô-mét vuông, dân số năm 2002 là 200.000 người. Về mặt hành chính, huyện này được chia thành 2 trấn, 11 hương.
- Trấn: Bái Thành, Thiết-nhiệt-khắc
- Hương: Hắc-anh-san, Khắc-tư-nhĩ, Tái-lý-mộc, Thác-khắc-tốn, Á-thổ-nhĩ, Khang- kỳ, Bố-long, Mễ-cát-khắc, Ôn-ba-thập, Đại-kiều, Lão-hổ-đài.